# Diamante di Porter
Il diamante di Porter è un modello economico teorizzato da Michael Porter nel suo trattato The Competitive Advantage of Nations del 1990. Il modello può essere utilizzato per individuare i fattori chiave che portano al successo di una particolare nazione in un settore industriale, ed è stato successivamente ampiamente adottato nel mondo accademico.
Per creare il modello, Porter ha prima individuato gruppi di imprese d'eccellenza operanti nello stesso settore all'interno di 10 nazioni. L'economista statunitense ha poi proceduto ad un'analisi storica per individuare le motivazioni che hanno portato al successo delle imprese selezionate. Egli ha ricavato sei fattori principali:
- le condizioni dei fattori, un insieme di risorse e infrastrutture presenti in modo significativo nello Stato prescelto
- le condizioni della domanda, una forte domanda interna per prodotti e servizi che porta all'innovazione rapida e all'introduzione periodica di nuovi prodotti in modo da mantenere il vantaggio competitivo:
- i settori industriali correlati e di supporto, che risultano particolarmente avanzati e partecipano attivamente all'innovazione, stimolando la crescita
- la strategia, struttura e rivalità delle imprese, che risulta molto avanzata, provocando una forte competizione interna che stimola il settore
- il governo, che può influenzare tutti e quattro i fattori suddetti, favorendo la produzione e la domanda in modo da ottenere un beneficio economico interno ed anche una maggiore esportazione
- il caso, un insieme di fattori esterni incontrollabili dalle singole aziende che provocano il successo o il decadimento del settore

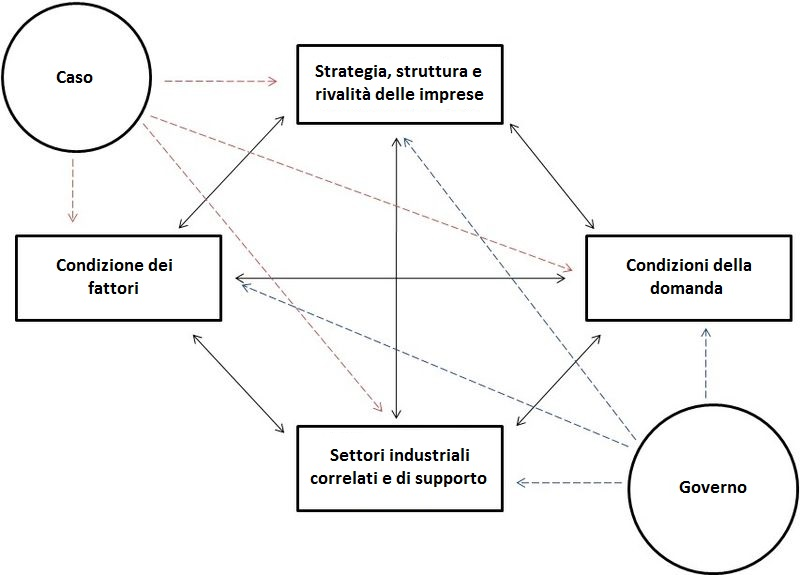
Illustrazione del modello del diamante di Porter

Uno degli esempi tipici di applicazione del diamante di Porter è nel settore della moda italiana, dove diversi fattori come l'abbondanza di risorse e di manodopera specializzata, forte domanda per oggetti di lusso, competizione fra le diverse case di moda e anche l'aiuto del governo hanno permesso all'industria di fiorire nel campo internazionale.